# Филенко, Владимир Филиппович
Владимир Филиппович Филенко (укр. Володимир Пилипович Філенко; род. 11 октября 1955, село Шелудьковка, Змиёвский район, Харьковская область, УССР, СССР) — украинский политический деятель. Народный депутат Украины. Заместитель председателя партии «Реформы и порядок».

## Образование
В 1977 году окончил Харьковский государственный университет им. Горького по специальности «историк». В 1990-м — Харьковский сельскохозяйственный институт по специальности «экономика и организация сельхозпроизводства».

## Карьера
1977—1979 гг. — учитель истории Краснооскольской средней школы на Харьковщине. 1979—1982 гг. — инструктор, второй секретарь Змиевского райкома ЛКСМУ. 1984—1990 гг., после службы в войсках заместителем командира роты по политической части, — консультант кабинета политпросвещения Змиевского райкома Компартии Украины, секретарь парткома совхоза им. Гагарина в родном селе Шелудькивка.
1990—1994 гг. — народный депутат Украины I созыва, секретарь Комиссии Верховной Рады по правам человека, глава фракции «Демплатформа». С 1990 года — сопредседатель, а с 1992-го — глава Партии демократического возрождения Украины. В 1992—1993 гг. — председатель объединения «Новая Украина». В 1996—1999 гг. — первый заместитель лидера Народно-демократической партии, глава секретариата НДП.
1997—1999 гг. — советник Премьер-министра Украины Валерия Пустовойтенко.
1998—2002 гг. — народный депутат Украины III созыва от НДП, член Комитета Верховной Рады по вопросам правовой политики, член парламентской фракции партии «Реформы и порядок» (ПРП) — «Реформы — конгресс». С мая 1999-го — заместитель лидера ПРП Виктора Пинзеника. Был членом совета «Форума национального спасения», боровшегося с режимом Президента Леонида Кучмы.
2002—2006 гг. — народный депутат Украины IV созыва от блока Виктора Ющенко «Наша Украина», член Комитета ВР по вопросам правовой политики. В дни «оранжевой революции» Владимир Филенко был одним из «полевых командиров» Майдана.
Во время избирательной кампании 2006 года — руководитель центрального штаба блока «ПОРА — ПРП». Блок не смог преодолеть 3-процентный проходной барьер.
На досрочных выборах 2007 года ПРП пошла в парламент в составе Блока Юлии Тимошенко, и Владимир Филенко, оказавшийся в проходной части списка, в четвёртый раз получил мандат нардепа. В Верховной Раде VI созыва входит в Комитет по вопросам правосудия. Также является членом Украинской части Комитета по парламентскому сотрудничеству между Украиной и Европейским Союзом, группы по межпарламентским связям с Государством Кувейт и группы по межпарламентским связям с Демократической Социалистической Республикой Шри-Ланка.

## Семья
Политик женат. Супруга Ольга Васильевна (1959 г.р.) — бухгалтер. Есть дочь Ирина (1979 г.р., юрист) и сын Ярослав (1982 г.р., выпускник Института международных отношений Киевского национального университета имени Тараса Шевченко).

## Награды
Награждён орденом «За заслуги» III степени (август 1997), орденом князя Ярослава Мудрого V степени (ноябрь 2005) и орденом князя Ярослава Мудрого IV степени (22 января 2016).